# Arne Solli

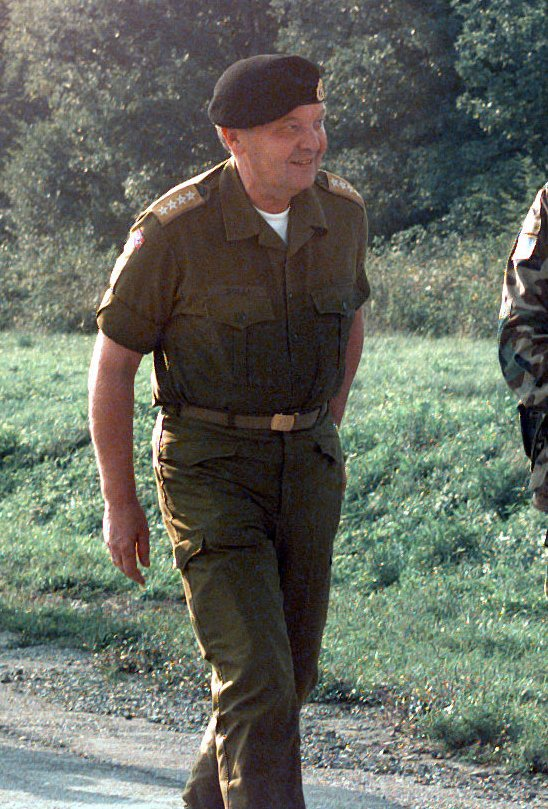
General Arne Solli (1996)

Arne Solli (* 6. April 1938 in Molde; † 20. September 2017) war ein norwegischer General (H).
Von 1974 bis 1976 war Solli Teilnehmer des LGAN-Lehrgangs an der Führungsakademie der Bundeswehr (FüAkBw) in Hamburg. Nach verschiedenen Verwendungen war er von 1994 bis 1999 Oberbefehlshaber der norwegischen Streitkräfte. 

## Auszeichnungen
- 1995: Sankt-Olav-Orden (Kommandeur)